# 艾瑞克·楊
艾瑞克·蓋倫·楊（英語：Eric Galen Young，1989年2月26日—），美國職業自由車車手，目前效力於UCI洲際車隊毅百特隊。